# Беласица (горы)
Бела́сица (болг. Беласица, макед. Беласица, Белес, греч. Μπέλλες), на территории Греции — Керки́ни (греч. Κερκίνη) — небольшой горный хребет в области Македония, на границе Греции, Болгарии и Северной Македонии. В древности был известен как Керкина (др.-греч. Κερκίνη).
Высшая точка — гора Радомир (2029 м), находящаяся на границе Болгарии и Греции. Сам массив находится на территории трёх стран: Греции (45 %), Северной Македонии (35 %) и Болгарии (20 %). Вершина на стыке этих трёх стран носит название гора Тумба и имеет высоту 1880 м. Длина хребта — около 60 км, ширина — до 9 км.
В истории Болгарии горы Беласица известны Беласицкой битвой (битвой на Клейдионе), когда 29 июля 1014 года византийские войска около села Ключ в долине Струмицы нанесли болгарскому войску тяжёлые потери, ускорив падение Западно-Болгарского царства.
Река Ломница образует на склоне Беласицы Смоларский водопад.